# Tiutiunnycia
Tiutiunnycia (ukr. Тютюнниця) – wieś na Ukrainie, w obwodzie czernihowskim, w rejonie czernihowskim, w hromadzie Koriukówka. W 2001 liczyła 269 mieszkańców, spośród których 267 wskazało jako ojczysty język ukraiński, a 2 rosyjski.